# Abdul Hamid (politik)
Abdul Hamid, bengálsky মোঃ আবদুল হামিদ (* 1. ledna 1944 Mithamain Upazila, Britská Indie) je bangladéšský politik a v letech 2013–2023 15. prezident Bangladéše. Do této funkce byl zvolen po smrti Zillura Rahmana. V letech 2009–2013 byl předsedou národního parlamentu.

## Život
Poté, co vystudoval na vesnické základní škole, šel na střední školu Bhairab KB Pilot a následně na Gurudayalskou vládní vysokou školu v Kishoreganj. Po dokončení studia se stal advokátem v Kishoreganj. Byl několikrát jmenován i předsedou advokátní komory Kishoreganj.
V roce 1973 byl zvolen do parlamentu v Bangladéši a zastával funkci místopředsedy od roku 1996 do roku 2001. V roce 2001 byl jmenován místopředsedou opoziční strany v Národním shromáždění. Dne 25. ledna 2009 se stal předsedou národního parlamentu. Za svůj podíl v Bangladéšské válce za nezávislost v roce 1971 získal v roce 2013 Cenu za nezávislost (Shadhinata Padak).
Když byl prezident Zillur Rahman v Singapurské nemocnici, byl Abdul 14. března 2013 jmenován zastupujícím prezidentem Bangladéše. O šest dní později ale Rahman zemřel. Jako jediný kandidátem byl zvolen 22. dubna 2013 za prezidenta. 7. února 2018 volila bangladéšská volební komise nového prezidenta, ale stávající prezident Abdel Hamid neměl žádného konkurenta a proto byl zvolen pro své druhé volební období.